# AZ Havířov
Der AZ Residomo Havířov ist ein tschechischer Eishockeyklub aus Havířov, der 1931 als KČT Lazy gegründet wurde und seit 2013 in der zweiten tschechischen Spielklasse, der 1. Liga, spielt.

## Geschichte
Die Ursprünge des heutigen Clubs gehen auf das Jahr 1928 zurück. 1931 gründeten Grubenarbeiter der nahe gelegenen Mine den KČT Lazy. 1955 zog der Verein in das neu gegründete Havířov, wo eine erste dauerhafte Spielstätte entstand und auch Nachwuchsmannschaften den Spielbetrieb aufnahmen. In den frühen 1970er Jahren spielte die Männermannschaft des Clubs in der zweitklassigen 1. NHL, bevor diese 1975 in die dritte Spielklasse versetzt wurde.

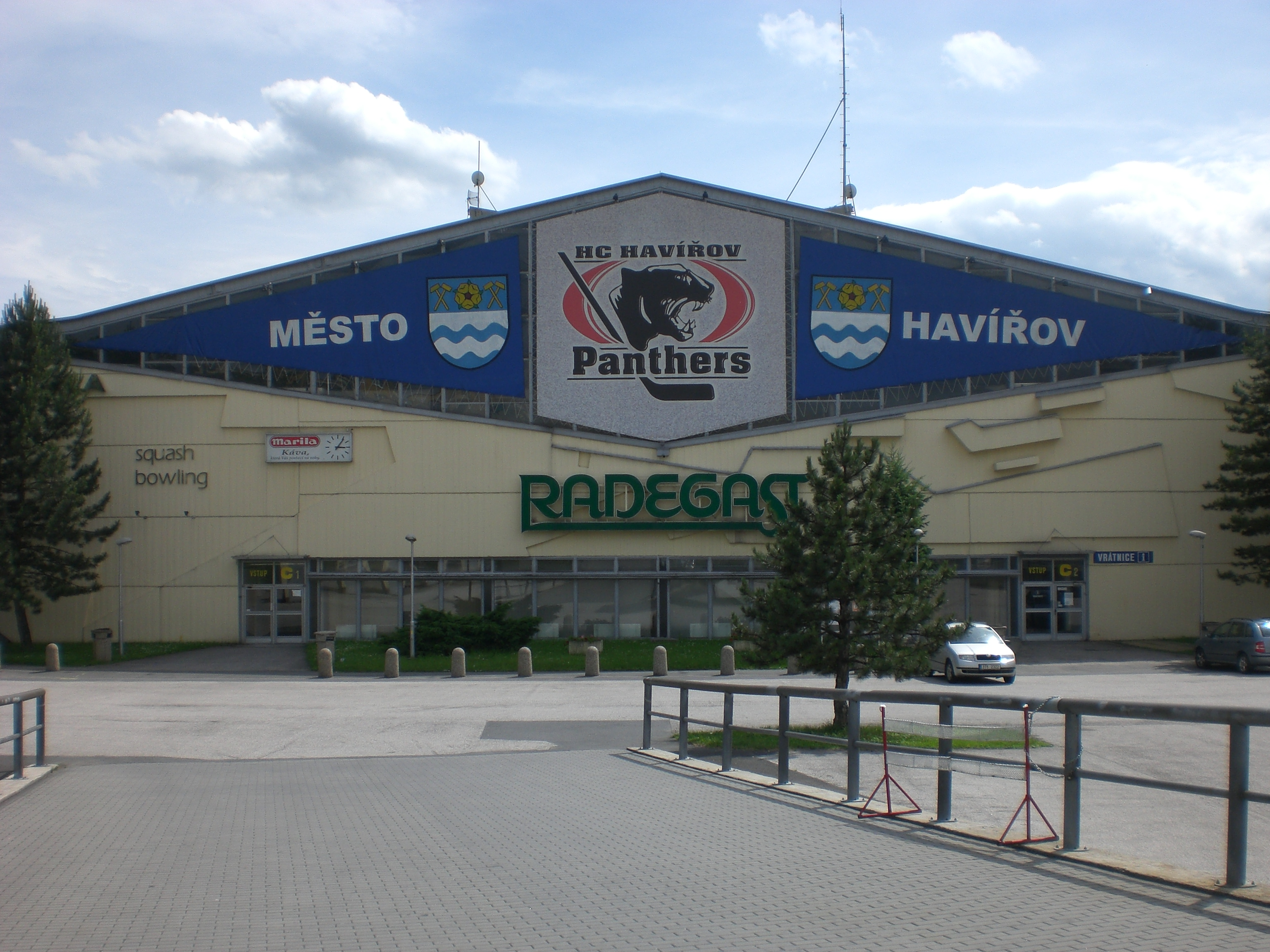
Das Zimní Stadion Havířov, Heimspielstätte der Panthers

1992 wurde der HC Havířov Meister der drittklassigen 2. Liga und schaffte den Aufstieg in die 1. Liga. Dort konnte sich der Klub relativ schnell etablieren und konnte mehrfach bis ins Playoff-Halbfinale vorstoßen. Vor Beginn der Spielzeit 1999/2000 erwarb der HC Havířov die Extraliga-Lizenz des HC Slezan Opava und nahm ab diesem Zeitpunkt über vier Spielzeiten an der höchsten Spielklasse der Tschechischen Republik teil. Am Ende der Spielzeit 2002/03 erreichte der HC Havířov nur den 14. Platz und musste daher an der Relegation teilnehmen. Diese verlor der Klub mit 2:4 gegen den HC Vagnerplast Kladno und stieg damit in die 1. Liga ab. In der Folge hielt sich die Mannschaft des HC Havířov in dieser Spielklasse, wobei mit Platz fünf in der Saison 2005/06 die beste Platzierung erreicht wurde. 2010 ging die Betriebsgesellschaft der Profimannschaft in Konkurs. In der Folge wurde ein neuer Verein gegründet, der die Spiellizenz übernahm und zunächst an der dritten Spielklasse teilnimmt. 2013 gelang der Aufstieg in die zweithöchste tschechische Spielklasse, 1. Liga.
Seine Heimspiele trägt der Verein im 5.100 Zuschauer fassenden Zimní Stadion Havířov aus. Den höchsten Zuschauerschnitt verzeichnete der Klub in seiner ersten Extraliga-Saison (1999/2000), als durchschnittlich 4.301 Zuschauer die Spiele des Vereins besuchten.
Seit 2017 nennt sich der Verein aus Marketinggründen AZ Residomo Havířov.

## Bekannte ehemalige Spieler
| - Jiří Hudler - Radek Křesťan - Jan Peterek - Tomáš Sršeň - David Pastrňák | - Radovan Biegl - Petr Sikora - Michal Mařík - David Hruška | - Lubomír Korhoň - Pavel Cagaš - Martin Čech |

## Saisonstatistik seit 1993
| Saison    | Liga       | Hauptrunde | Playoffs                                                       | Kapitän       | Trainer |
| --------- | ---------- | ---------- | -------------------------------------------------------------- | ------------- | --- |
| 1993/94   | 1. liga    | 7. Platz   | 7. Platz; 1:3 gegen HC Slavia Prag                             |               | Jan Mančař und Stanislav Sztefek |
| 1994/95   | 1. liga    | 4. Platz   | 4. Platz; 0:3 gegen HC Kometa Brno                             |               | Miroslav Fryčer und Jan Daněček |
| 1995/96   | 1. liga    | 4. Platz   | 4. Platz; 1:2 gegen IHC Písek                                  |               | Miroslav Fryčer und Jaroslav Bariš |
| 1996/97   | 1. liga    | 10. Platz  | −                                                              |               | Zbyněk Neuwirth und Zdeněk Cepek |
| 1997/98   | 1. liga    | 6. Platz   | −                                                              |               | Karel Suchánek und Zdeněk Cepek |
| 1998/99   | 1. liga    | 11. Platz  | Erwerb der Extraliga-Lizenz des HC Slezan Opava                |               | Karel Suchánek und Zdeněk Cepek |
| 1999/2000 | Extraliga  | 13. Platz  | −                                                              |               | Richard Farda und Ivo Peštuka; ersetzt durch Ivo Peštuka und Jiří Režnar                                                                                                   |
| 2000/01   | Extraliga  | 13. Platz  | −                                                              |               | Ivo Peštuka und Jiří Režnar, ersetzt durch Pavel Hinner und Ivo Peštuka |
| 2001/02   | Extraliga  | 11. Platz  | −                                                              |               | František Výborný und Ivo Peštuka |
| 2002/03   | Extraliga  | 14. Platz  | In der Relegation 2:4 gegen HC Vagnerplast Kladno, Abstieg     |               | Kamil Konečný, Radomír Kužílek, später Josef Augusta, František Vorlíček, Radomír Kužílek, ersetzt durch Radomír Kužílek und Jan Křivohlávek, in der Relegation Leoš Zajíc |
| 2003/04   | 1. liga    | 10. Platz  | −                                                              |               | Richard Farda und Pavel Sedlák, Aleš Flašar und Pavel Sedlák |
| 2004/05   | 1. liga    | 10. Platz  | −                                                              |               | Aleš Flašar und Pavel Sedlák, Jiří Režna und Pavel Sedlák, später Jiří Režnar und Petr Folta                                                                               |
| 2005/06   | 1. liga    | 5. Platz   | 3. Platz, 0:3 gegen BK Mladá Boleslav                          |               | Jiří Režnar und Petr Folta |
| 2006/07   | 1. liga    | 10. Platz  | −                                                              |               | Jiří Režnar und Petr Folta, ersetzt von Petr Folta und Tomáš Potěšil, später Alois Chlustina und Tomáš Potěšil                                                             |
| 2007/08   | 1. liga    | 3. Platz   | In der Playoff-Qualifikation 1:3 gegen HC Rebel Havlíčkův Brod | Pavel Zdráhal | Alois Chlustina und Jiří Žůrek, ersetzt durch Jiří Režnar und Jiří Žůrek                                                                                                   |
| 2008/09   | 1. liga    | 10. Platz  | In der Playoff-Qualifikation 1:3 gegen HC Dukla Jihlava        |               | Miroslav Fryčer und René Ševěček, ersetzt durch Petr Kaňkovský und René Ševěček                                                                                            |
| 2009/10   | 1. liga    |            |                                                                |               | Ivo Dornič und René Ševěček, ab Oktober Ivo Dornič und Pavel Hinner |
| 2010/11   | 2.liga-Ost | 3. Platz   | Viertelfinale 1:2 gegen HC Nový Jičín                          | Jiří Krisl    | Jan Daneček und Stanislav Sztefek |
| 2011/12   | 2.liga-Ost | 1. Platz   | 3. Platz in der Aufstiegsrunde zur 1. liga                     | Jiří Krisl    | Jan Daneček und Stanislav Sztefek |